# Amazonas (Colombia)
Amazonas is een departement in het zuiden van Colombia. De hoofdstad van het departement is Leticia, dat gelegen is bij het drielandenpunt met Peru en Brazilië. Amazonas is genoemd naar het Amazonebekken, dat een groot deel van het departement uitmaakt. De rivier de Amazone stroomt eveneens door Amazonas.
Er wonen ruim 60.000 mensen in het departement, vrijwel allemaal bij de rivieren. Het departement ligt als enige van Colombia bijna geheel ten zuiden van de evenaar.

## Bestuurlijke indeling
Het departement bestaat uit twee gemeenten (municipios) en negen departementale districten (corregimientos departamentales).
| Gemeente         | Inwoners |
| ---------------- | -------- |
| Leticia          | 35.000   |
| Puerto Nariño    | 6.816    |
| District         | -        |
| El Encanto       | 4.417    |
| La Chorrera      | 2.207    |
| La Pedrera       | 1.187    |
| La Victoria      | 990      |
| Mirití-Paraná    | 1.571    |
| Puerto Alegría   | 1.372    |
| Puerto Arica     | 1.343    |
| Puerto Santander | 2.494    |
| Tarapacá         | 2.407    |

| Detailkaart |
| ----------- |
|             |